# اتحادیه ارتش و نیروی دریایی ایالات متحده آمریکا
اتحادیه ارتش و نیروی دریایی ایالات متحده آمریکا (Army and Navy Union of the United States of America)، قدیمی‌ترین سازمان سربازان اسبق در آمریکا است. این سازمان در سال ۱۸۸۶ شکل گرفت و مفهوم نهفته در آن از گروه‌های جنگی قرن نوزدهم که منافع مشترک داشتند، به‌وجود آمد. نام این سازمان با گذشت زمان از اتحادیه یک سرباز تغییر نمود تا تمامی ملوانان و سربازان را در همه بخش‌های نیروی‌های مسلح ایالات متحده آمریکا تحت پوشش قرار دهد.
اخذ عضویت این سازمان برای تمامی افرادی که به‌صورت افتخاری در ارتش این کشور خدمت کرده‌اند یا در حال خدمت اند، آزاد است. مأموریت و هدف سازمان متذکره این‌است تا از طریق ارائه خدمات مورد نیاز و با کمک برادرانه و دوستانه مشکلات و رنج سربازان اسبق این کشور را کاهش دهد.

## تاریخچه
مبنای این سازمان از سال ۱۸۴۱ به‌وجود آمد. اتحادیه ارتش و نیروی دریایی ایالات متحده آمریکا از سازمان‌های جنگی دیگر مانند انجمن عمومی جنگ ۱۸۱۲، ارتش بزرگ جمهوریت و فرمان جنگ‌های هند به این نام و نشان تغییر شکل داده‌است. تمامی این سازمان‌ها فلسفه و زمینه مشترک داشتند. در سال ۱۸۸۶ درک کردند که اگر کاری برای احیای این سازمان‌ها روی دست گرفته نشود، این سازمان‌ها به‌صورت طبیعی به دلیل مرگ سربازان سابق منقرض می‌شوند. لذا این ایده به‌وجود آمد که تمامی این سازمان‌ها باید به یک سازمان واحد و دائمی تغییر شکل دهد. لذا سازمان‌های جنگی مزبور اتحادیه ارتش و نیروی دریایی ایالات متحده آمریکا را تأسیس نمودند که وارد شدن یا اخذ عضویت آن برای همه سربازان که در ارتش ایالات متحده آمریکا خدمت نمودند یا در حال خدمت کردن هستند، باز باشد.
لایحهٔ در ۱۷ ژوئیه سال ۱۹۸۵ در کنگره نود و نهم (۱۹۸۵–۱۹۸۶) ارائه شد تا اتحادیه ارتش و نیروی دریایی ایالات متحده آمریکا به رسمیت شناخته شود. این لایحه از سوی رونالد ریگان، رئیس‌جمهور وقت آمریکا امضاء شد تا از تاریخ ۶ نوامبر سال ۱۹۸۶ نافذ شود. این سازمان وطن‌پرست اساساً توسط ۳۰ مرد در اوهایو تحت نام «اتحادیه سربازان منظم» در ۳۱ مارس سال ۱۸۸۸ شکل گرفت. سپس نام این سازمان در ۱۱ نوامبر سال ۱۸۹۱ به «اتحادیه ارتش و نیروی دریایی منظم ایالات متحده آمریکا» تعدیل نام کرد و در ۱۵ اکتبر سال ۱۸۹۷ یک‌بار دیگر در قانون ایالت اواهایو درج گردید و در ۱۹ اکتبر سال ۱۸۹۹ در تمام ایالات متحده آمریکا رسمی شد.

## حوادث و مشارکت‌های مهم
در ماه فوریه سال ۱۸۹۷ در روزنامه سانفرانسیسکوکال منتشر شد که بنای سنگی به یاد سربازان و ملوانان کشته شده در قبرستان ملی ایالات متحده آمریکا واقع در پارک پریدیسیو (Presidio) سانفرانسیسکو، کالیفورنیا اعمار می‌گردد. این بنای تاریخی در شمال‌شرقی آفیسرز سیرکل (Officer's Circle) بنا نهاده شد و کار ساخت آن در ۳۰ ماه می به پایان رسید. بنای مزبور روز بعد آن، روز یادبود، به یاد سربازان، ملوانان و نیروهای زیرزمینی ارتش ایالات متحده آمریکا وقف شد. کتیبهٔ سنگی در مقابل این بنای تاریخی قرار دارد که در آن نوشته شده‌است بنای هذا توسط پادگان ساحل اقیانوس آرام ساخته شده‌است.
این بنای تاریخی که ۱۷٫۲ فوت (۵٫۲ متر) دارد، در قسمت بر پایهٔ قرار گرفته‌است که ارتفاع آن ۸٫۴ فوت (۲٫۶ متر) می‌باشد و مجسمه از سرباز مدافع بیرق در بالای آن قرار گرفته‌است. در این پایه نشان ایالات متحده آمریکا و انبوهی از اسلحه نشان داده شده‌است و در قسمت پایان و روبروی آن تصویری از توپ سبک مجسم شده‌است. در قسمت راست کلاه، یک سپر شعله‌ور، در روی پرچم آمریکا و جک، طبل و مرمی توپ قرار دارد. ابتکار ساخت این بنا از سوی ۱۱ پادگان کالیفورنیا مطرح شد.
بخش ویسکانسن اتحادیه ارتش و نیروی دریایی اعلام کرد که این بنا در ماه اوت ۱۹۳۰ به عنوان حامی گزینه دولت دربارهٔ لغو هجدهمین تعدیل قانون اساسی ایالات متحده آمریکا ثبت شد. این دیپارتمنت می‌خواست تا تعهد خود را نسبت به کنوانسیون ملی در بوفالو، نیویورک در ماه اکتبر انتقال دهد که آن‌ها از قوانین ایالتی خود به جای مشروبات الکولی حمایت نمایند.
اتحادیه ارتش و نیروی دریایی آمریکا در سال ۱۹۴۵برای ویلیم راندولف هرست (William Randolph Hearst)، مدال افتخاری طلا را به دلیل خدمات قابل ملاحظه‌اش اعطاء کرد. بخش اتحادیه مزبور در ایالت کینگز در ۲۴ ماه می ۱۹۴۶ مدالِ را برای خدمات بزرگ‌اش برای ملوانان بازگشته از مأموریت توسط بیمارستان بروکلین نوال اعطاء نمود. پادگان یارد نیروی دریایی بروکلین در ۲۵ ماه می ۱۹۴۶ ستوان چارلز دبلیو. شی، دریافت کننده مدال افتخاری و سرهنگ ریچارد ای. کول را که به تازگی از مأموریت در خارج از کشور برگشته بودند، بدرقه و پذیرایی نمود. اتحادیه از طریق بخش خود در سینسنتی، اوهایو قطع‌نامهٔ را در ۱۳ ماه اوت تصویب کردند که در آن از دولت خواستند تا برای سربازان اسبق جنگ جهانی دوم تخفیف و امتیازی روی دست بگیرد.
قاضی ارشد دادگاه عالی یک ایالت در پایان سال ۱۹۰۶ تصمیم گرفت که یک سازمان عالی نمی‌تواند دارایی یکی از پادگان‌های اتحادیه را مصادره کند. اما این تصمیم، پذیرفتن کسی یا وجوه که مستحق آن‌ها بود را برای پذیرش در یک پادگان مشخص، محدود نکرد.
اتحادیه ارتش و نیروی دریایی ایالات متحده آمریکا در سال ۱۹۰۵ برای برخی از سربازان اتحادیه که داوطلبانه آماده اجرای وظایف بالاتر از وظیفه بودند، مدال افتخار تفویض نمود. خدمات این سربازان که در بدل آن پولی به‌دست نی‌آوردند، در جریان جنگ داخلی سال ۱۸۶۳ در ایالت مریلند و پنسلوانیا صورت گرفت.

## فعالیت‌های گذشته
به‌تاریخ ۳۰ ماه می ۱۹۰۶ تئودور روزولت، رئیس‌جمهور وقت آمریکا سخنرانی یادبودی را برای هزاران نفر در پورتسموث، ویرجینیا در همایشی از سوی اتحادیه نیروی دریایی آمریکا ارائه کرد که با بیان نمودن از یک بنای یادبود در قبرستان محلی نیروی دریایی به پایان رسید. این اتحادیه، کنوانسیون هر دوساله خود را در ۱۷ ژوئیه سال ۱۹۰۷ در صالون گار(GAR) در چهارراهی پنسلوانیا در واشینگتن‌دی‌سی آغاز کرد که همین سال، نهمین سال‌یاد جنگ سانتیاگو دی کوبا (Battle of Santiago de Cuba) نیز بود. اتحادیه مزبور در همان صبح، تلگرافِ مملو از تبریکات و تهنیات دوستانه را برای روزولت فرستاد و چند ساعت بعد تلگرافی از جانب دفتر سکرتریت رئیس‌جمهور نیز دریافت کرد؛ تلگرافی که حاوی تشکری و آرزوی مؤفقیت برای اتحادیه بود.
اتحادیه ارتش و نیروی دریایی آمریکا ۸ ماه سپتمبر سال ۱۹۰۹ چهاردهمین کنوانسیون هر دو ساله خود را در ایری، پنسلوانیا و در اتاق‌های تجارت این محل برگزار نمودند. در این همایش، بیش از ۲۰۰ نماینده اشتراک نموده بودند که در میان آن‌ها سربازان سابق جنگ داخلی آمریکا نیز حضور داشتند. در آغاز برنامه، سرود «پرچم پرستاره» خوانده شد. همچنین برخی زنان نیز در این همایش اشتراک نموده بودند که اعضای کمکی اتحادیه ارتش و نیروی دریایی بودند. در همایش نام‌برده پیشنهاد شد که کنگره باید برای حرکت و ترمیم کشتی قدیمی نیاگارا پیری دادخواهی نمایند.
همین‌گونه، اتحادیه ارتش و نیروی دریایی در ۱۷ ژانویه سال ۱۹۱۱ نیز تجلیل از پانزدهمین کنوانسیون هر دو ساله خود را در روچستر، نیویورک و در اتاق‌های تجارت محلی و مدتی بعد در ماه اوت همین سال اعلام کرد. زمان برگزاری همایش به دلیل پیشنهاد کنوانسیون کمیته از ماه تعیین شده به ماه سپتمبر تغییر نمود. دو کنوانسیون دیگر؛ ارتش بزرگ جمهوریت و بانوان حمایوی اتحادیه ارتش و نیروی دریایی در همان زمان در ماه اوت برگزاری برنامه را تعیین نموده بودند. در پانزدهمین کنوانسیون دو ساله این اتحادیه که در هفته سوم ماه اوت برگزار شده بود، ده هزار عضو از اتحادیه توپچی‌های دریایی نیز به جمع آنان پیوسته بودند. موضوعی که در این کنوانسیون مورد بحث قرار گرفت این بود که آیا هر زن صادق از بخش زنان حمایوی می‌تواند عضویت اتحادیه را کسب کند.
در ۸ سپتامبر سال ۱۹۱۳، اتحادیه ارتش و نیروی دریایی شانزدهمین کنوانسیون هر دو ساله خود را در فیلادلفیا، پنسلوانیا دایر نمود. بعضی نمایندگان از طریق کشتی سفر نمودند و از راه دریای دلاور از سمت محل بارگیری جاده آرچ به بندر ریچموند رسیدند. سپس برای آن‌ها اسکله‌های مختلف و محل‌های کشتی سازی نشان داده شد و در جزیره لیگ توقف نمودند. سرهنگ اچ. اوگدن لیک (H. Ogden Lake) پس از آن به عنوان فرمانده سازمان ملی معرفی گردید که فرمانده داونز (Commander Downs) از سمت خود باز نشسته شد. در حدود هزار نماینده در این کنوانسیون اشتراک نمودند.

## ارجاعات
1. 1 2  "The Army and Navy Union USA". Military National. Together We Served. 2003–2011. Retrieved October 10, 2016.
2. ↑  99th Congress (1985) (July 17, 1985). "S. 1456 (99th)". Legislation. GovTrack.usaccess-date=October 12, 2016. Retrieved October 12, 2016.
3. ↑  "Patriotic Organization". Denton Journal. Denton, Maryland. January 31, 1925 – via Newspapers.com .
4. ↑  "New Garrison To Embract Many". Wilkes-Barre News. Wilkes-Barre, Pennsylvania. January 9, 1906 – via Newspapers.com .
5. ↑  "United States Code, 1994 Edition, Title 36 - PATRIOTIC SOCIETIES AND OBSERVANCES; CHAPTER 71 - ARMY AND NAVY UNION OF THE UNITED STATES OF AMERICA". U. S. Code. United States Government. 2016. Retrieved October 14, 2016. The Army and Navy Union of the United States of America, organized and incorporated under the laws of the State of Ohio, is hereby recognized as such and is granted a charter. (Pub. L. 99–604, §1, Nov. 6, 1986, 100 Stat. 3446.)
6. ↑  "H.R. 897 (99th): A bill to recognize the Army and Navy Union of the United States of America". GovTrack. Civic Impulse LLC. 2016. Retrieved October 14, 2016.
7. 1 2  "New Monument to Dead Heroes". San Francisco Call. San Francisco, California. February 7, 1897 – via Newspapers.com .
8. ↑  "Favors State Option in Matter of Prohibition". Manitowoc Herald-Times. Manitowoc, Wisconsin. August 15, 1930 – via Newspapers.com .
9. ↑  "Of This … And That". The Decatur Herald. Decatur, Illinois. June 19, 1945 – via Newspapers.com .
10. ↑  "Vet Group Honored For Service to Hospitalized Tars". The Brooklyn Daily Eagle. Brooklyn, New York. May 25, 1946 – via Newspapers.com .
11. ↑  "Brooklyn Navy Yard Garrison". The Brooklyn Daily Eagle. Brooklyn, New York. May 23, 1946 – via Newspapers.com .
12. ↑  "Ask Bonus". The Evening Independent. Massillon, Ohio. August 14, 1948 – via Newspapers.com .
13. ↑  "Barry Garrison Upheld". The Washington Post. Washington, D.C. December 23, 1906 – via Newspapers.com .
14. ↑  "Senate and House". The Culver Citizen. Culver, Indiana. March 2, 1905 – via Newspapers.com .
15. ↑  "Right Thing or Nothing". The Semi-weekly Times-Democrat. New Orleans, Louisiana. February 28, 1905 – via Newspapers.com .
16. ↑  "President in Memoriam". The Charlotta Observer. Charlotta, North Carolina. May 31, 1906 – via Newspapers.com .
17. ↑  "Veterans in Reunion". The Washington Post. Washington, D.C. July 18, 1907 – via Newspapers.com .
18. ↑  "Army and Navy Union begins its fourteenth biennial convention". The National Tribune. Washington, D.C. September 16, 1909 – via Newspapers.com .
19. 1 2  "Will Install Local Garrison Officers". Democrat and Chronicle. Rochester, New York. January 17, 1911 – via Newspapers.com .
20. ↑  "Army and Navy Union Expands". Democrat and Chronicle. Rochester, New York. August 22, 1911 – via Newspapers.com .
21. ↑  "Army-Navy Union faces Hot Fight". The Philadelphia Inquirer. Philadelphia, Pennsylvania. September 10, 1913 – via Newspapers.com .